# 福島県道323号野老沢川桁停車場線
福島県道323号野老沢川桁停車場線（ふくしまけんどう323ごう ところざわかわげたていしゃじょうせん）は、福島県耶麻郡猪苗代町にある一般県道である。一部磐梯急行電鉄跡が使われている区間がある。

## 路線概要
- 起点：耶麻郡猪苗代町字三ツ屋
- 終点：耶麻郡猪苗代町大字川桁字家ノ前（JR磐越西線 川桁駅前）
- 総延長：9.602km[1]
  - 実延長：7.928km
- 路線認定年月日：1959年8月31日[2]

### 重用区間
- 国道459号（三ツ屋（起点）～若宮字東道南甲）
- 国道115号（若宮字東道南甲～蚕養字樋ノ口山乙）
- 福島県道322号壷楊本町線（川桁字道上地内）
- 福島県道203号川桁停車場堅田線（川桁字宮ノ西～川桁字家ノ前（終点））

### 道路施設
千石川橋
- 全長：22.5m
- 幅員：6.0m
- 竣工：1970年[3]

千石川橋側道橋
- 全長：22.7m
- 幅員：2.5m
- 竣工：1992年

三郷字侭ノ上から八幡字若宮に至り、一級水系阿賀野川水系千石川を渡る。橋上は上下対向2車線で供用され、下り線側に人道橋が架設されている。

## 通過する自治体
- 耶麻郡猪苗代町

## 接続・交差する道路
- 国道459号 新潟方面・福島県道2号米沢猪苗代線（三ツ屋 起点）
- 国道115号 福島方面（国道459号重用区間）（若宮字東道南甲）
- 国道115号 猪苗代湖方面（蚕養字樋ノ口山）
- 福島県道227号下舘停車場線（三郷字舘ノ内）
- 福島県道322号壷楊本町線 郡山方面（川桁字道上）
- 福島県道322号壷楊本町線 猪苗代市街地方面（川桁字道上）
- 福島県道203号川桁停車場堅田線 猪苗代市街地方面（川桁字宮ノ西）

## 沿線
- 東北電力秋元変電所
- 若宮八幡神社
- 猪苗代町立長瀬小学校
- 川桁郵便局
- JR川桁駅